# Ismail III
Ismail III (Perzisch: اسماعیل سوم, Azerbeidzjaans-Turks: İsmayıl III)was de dertiende en laatste sjah van de Safawieden, een dynastie die lange tijd over het Perzische Rijk heersde. Ismail regeerde van 1750 tot 1760. Zijn voorganger was Suleiman II. Hij werd opgevolgd door Karim Khan van de Zand-dynastie.